# 2025年加拿大王室訪問
2025年5月26日至27日，加拿大國王查理斯三世赴加拿大從事王室訪問，這是他自繼任加拿大國王以來首次踏足該國。訪問期間，國王為第45屆加拿大國會主持開幕大典，並親自宣讀《御座致辭》。這是加拿大歷史上第三次由君主宣讀《御座致辭》，亦是第二次有在位君主主持國會開幕大典。查理斯的母親、已故加拿大女王伊利沙伯二世曾於1957年為第23屆加拿大國會揭幕並發表《御座致辭》，亦曾於1977年第30屆加拿大國會第三會期再次發表演詞。卡蜜拉王后隨行並於訪問期間宣誓加入加拿大樞密院。
今次訪問旨在回應美國於2025年與加拿大及墨西哥爆發貿易戰，以及美國總統當勞·特朗普揚言吞併加拿大的威脅，藉此重申加拿大的主權立場。
這亦是查理斯三世第20次正式訪問加拿大，並為他自2022年9月8日成為國王以來首度以君主身份訪加。

## 背景
加拿大是一個君主立憲制國家，君主為整個法律體系的最高元首。自1931年通過《西敏法令》以來，加拿大王室在法律層面上已大致與英國王室分離。因此，雖然查理斯三世同時為多個英聯邦國家的君主，但每個職位都各自獨立，權責亦有異。在加拿大，這些君主職責通常由加拿大總督代為履行，總督在君主缺席期間代表其行使職權，包括任命或罷免總理、解散國會及宣讀《御座致辭》。
2024年底，當勞·特朗普當選美國總統後開始談論吞併加拿大，稱之為「第51州」，甚至將前總理賈斯汀·杜魯多稱作「加拿大總督」。他還提出應以「經濟力量」迫使加拿大加入美國，並迅即以國安為由，對加拿大出口產品徵收懲罰性關稅。此舉激發加拿大人強烈的愛國情緒，加拿大社會亦出現希望國王在外交事務中發揮更大作用的呼聲。國王隨後更加積極參與國政，不但短時間內會晤兩任總理，亦公開向黑杖傳令官贈劍，更經常穿著象徵加拿大的紅色衣飾。
在提前舉行聯邦大選後，新任總理馬克·卡尼邀請國王主持第45屆國會開幕大典，並親自宣讀《御座致辭》。然而，魁人政團對此表示不滿，指查理斯是「外國君主」，批評此舉對魁北克人構成不敬。該黨抵制御座致辭，並表示將提出私人議員法案，取消國會議員須向君主宣誓效忠的規定。

## 行程

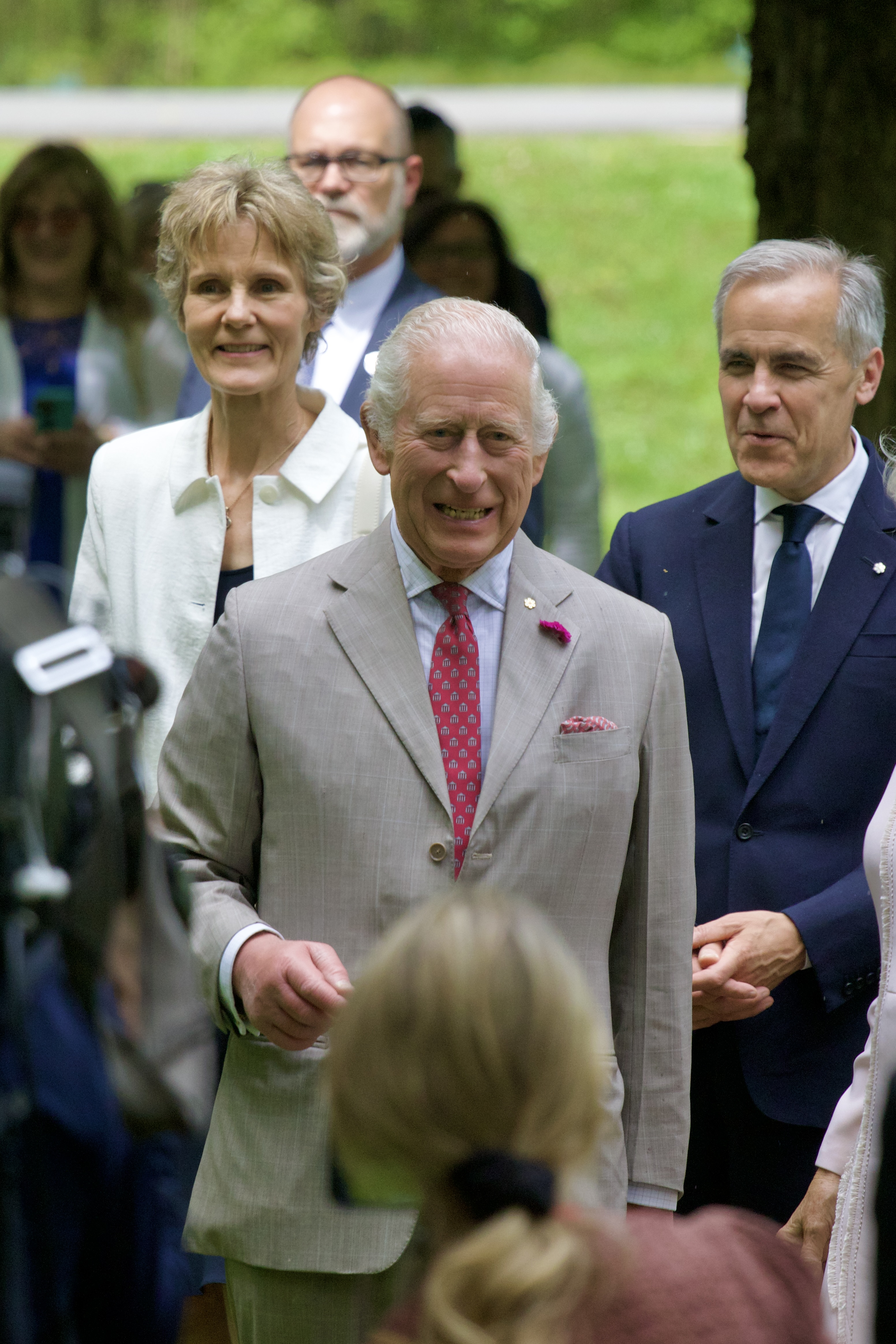
2025年5月26日，查理斯三世國王在麗都廳舉行藍山毛櫸樹種植儀式後。

### 5月26日
2025年5月26日早上，查理斯三世國王與卡蜜拉王后從英國牛津郡的布萊茲諾頓皇家空軍基地啟程，乘搭加拿大皇家空軍的CC-330「哈士奇」專機，呼號為「ROYL01」，飛往加拿大。加拿大總督瑪麗·西蒙發表歡迎聲明，最後一句寫道：「歡迎回家，陛下們。」
專機在渥太華的渥太華麥克唐納-卡蒂埃國際機場降落，國王與王后獲皇家龍騎兵儀仗隊迎接，亦有穿上禮服的皇家騎警、總督、西蒙總理、安大略省省督伊迪絲·迪蒙及多名原住民領袖出席迎接儀式。其後，二人乘坐儀仗車隊前往蘭斯當公園，參觀附近的農夫市集，國王並為一場青少年冰球比賽主持象徵性開球儀式。
國王與王后隨後前往麗都廳，國王在場內種下一棵藍山毛櫸樹，以作象徵。二人會見由國王創立的慈善機構「加拿大國王信託基金」的代表，並與在場民眾親切互動。期間，現場群眾齊聲唱出《天佑吾王》與《啊，加拿大》以表歡迎。國王其後會晤十名作為其在各省的代表省督。同日下午，總督亦於麗都廳為王后舉行正式儀式，使她宣誓加入加拿大樞密院。

### 5月27日
查理斯三世國王與卡蜜拉王后當日上午離開麗都堂，乘坐加拿大國家御用馬車，由皇家騎警騎馬護送。抵達渥太華的加拿大參議院大樓後，國王接受由加拿大皇家軍團組成的儀仗隊致敬，獲得全套軍禮，包括鳴放21響禮炮及奏唱《天佑吾王》和《啊，加拿大》。國王檢閱儀仗隊時，現場群眾亦高呼「天佑吾王」。國王與王后在總督與總理陪同下進入參議院大樓，欣賞一場由原住民鼓手演出的傳統表演。
其後，二人步入參議院會場，登上象徵王權的御座入席。查理斯三世正式發表御座致辭，宣告新一屆加拿大國會會期展開。在結語時，當他說出「這片真北之地確實堅強自由！」一句時，獲在場議員起立鼓掌致敬，打破過往國會在君主或總督演說期間應保持肅靜的傳統慣例。
出席典禮的還包括前總理賈斯汀·杜魯道、史蒂芬·哈伯與金·坎貝爾，以及前總督大衛·勞埃德·強斯頓、莊美楷與伍冰枝。91歲的前總理莊·克里純原本亦計劃出席，但因心臟手術後仍在康復中而未能到場。演說結束後，國王與王后在總理陪同下走到參議院外，與聚集在場的民眾互動。
隨後，兩人轉往國家戰爭紀念碑，向無名戰士之墓獻上花圈，並與在場的退伍軍人握手致意。儀式尾聲，由加拿大皇家空軍樂隊奏唱《啊，加拿大》，並有空軍戰機編隊飛越上空，為是次訪問畫上軍禮句號。國王與王后隨後與官員道別，向在場民眾揮手致意，並前往機場登上「ROYL01」專機離境。國王離開前感謝警方、軍方與公務人員為此行提供支援。
為紀念是次王室訪問，加拿大政府代表全體國民向「國王信託基金」捐贈五萬加元，以體現對青年發展及共融價值的承諾。

## 評論
倫敦大學皇家哈洛威學院的法律講師兼憲政專家克雷格·普雷斯科特表示，是次訪問對加拿大及查理斯三世而言皆具歷史意義。他指出，查理斯展現了現代君主的風範，其御座致辭「言辭銳利，甚至可說比伊利沙伯二世更加直接明確」。
著有《未竟的加拿大人：我們是什麼樣的人》的安德魯·科恩則在《環球郵報》撰文批評邀請國王訪問加拿大，形容此舉固然意在彰顯主權，但「若要實現真正的國家獨立，不應只停留於象徵層面」，並指出當中應包括貿易多元化、加強軍事實力，以及從憲政上脫離英國王室。他亦批評國王未有在年初特朗普言論升溫時發表「具決斷力的聲明」。
倫敦大學歷史學者菲利普·墨菲在《倫敦時報》指出，加拿大正試圖運用君主憲政地位的模糊性，以達到雙重目的：「一方面強調查理斯是加拿大國王，另一方面藉其作為英國元首的象徵地位，向國際傳達英國在加美貿易爭端中站在加拿大一方。」據報道，英國政府對加拿大在與美國衝突中借助國王形象的做法感到不安。
《多倫多星報》專欄作家維奈·梅農形容，國王的御座致辭猶如一場「超級英雄登場」，在特朗普壓力下為加拿大打氣，彰顯出「加拿大並不孤單」。
《環球郵報》專欄作家安德魯·科因則指出，國王在國會致辭的最大象徵意義，在於提醒國民王權乃「我們整個法律與政府體制的根基所在」。
CTV新聞台王室事務評論員阿富阿·哈根表示，國王與王后的來訪「很可能是近年最具影響力的皇室訪問之一」。她認為，這次訪問進一步突顯了君主制度在加拿大所扮演的長遠角色——不僅是象徵意義上的存在，同時亦是在國際舞台上靈活運用軟實力的重要推手。
《衛報》評論員詹·格爾森表示，查理斯三世不只是王室成員，他同時亦象徵著加拿大歷史與憲政制度的延續，與「動盪不安的美國共和主義」形成強烈對比。